# Москаленко Ярослав Миколайович
Ярослав Миколайович Москаленко (28 квітня 1975 , Лютіж, Київська область ) — український політик, спортсмен, нардеп VII скл. (фракція Партія регіонів і надалі співголова групи Суверенна європейська Україна) і VIII скл., де очолював депутатську групу «Воля народу».

## Освіта
1997 р. — Київський електромеханічний технікум залізничного транспорту ім. М. Островського
2005 р. — Національний університет фізичного виховання і спорту України, кваліфікація — тренер з футболу, викладач фізичного виховання
2008 р. — Міжнародний інститут менеджменту, спеціальність — «Магістр бізнес-адміністрування МВА — для вищого керівного складу»
2011 р. — Національна Академія державного управління при Президентові України, кваліфікація — «Магістр управління соціальним розвитком»
2016 р. — Київський національний університет імені Тараса Шевченка, кваліфікація «юрист»

## Трудова діяльність
1995 р. — начальник відділу реалізації малого приватного підприємства «БОВІ».
1999 р. — засновник і директор підприємства МПП «Альфа-Трейд»
2003 р. — заснував ТОВ «Синтез», яке очолював до грудня 2007 р.

## Політична діяльність
2006 р. — був обраний депутатом Вишгородської районної ради.
2007 р. — був обраний головою Вишгородської районної ради. На посаді голови райради Ярослав Москаленко відстоював відновлення Києво-Межигірського Свято-Преображенського козацького монастиря, виступав проти приватизації Межигір'я і за створення на його місці історико-культурного заповідника. За його ініціативи Вишгородська райрада звернулась із відповідними пропозиціями до Президента Віктора Ющенка, які не вплинули на ситуацію.
У 2007 р. отримав державну нагороду — медаль «За працю і звитягу».
З квітня 2010 р. — голова Вишгородської райдержадміністрації.
З серпня 2010 р. — перший заступник голови Київської ОДА.
З 2010 до 2012 року — депутат Київської обласної ради від «Партії регіонів», обраний за 16 округом як член партії.
У 2012 році був обраний народним депутатом 7 скликання від «Партії регіонів» за тим же округом як член партії. 21 лютого 2014 року вийшов з фракції «Партії регіонів», за кілька днів приєднався до групи «Суверенна Європейська Україна».
Народний депутат Верховної Ради 8 скликання. Обраний у 2014 році за округом № 96 (Київська область) як безпартійний самовисуванець. Голова підкомітету з питань подолання наслідків Чорнобильської катастрофи, соціального захисту постраждалих внаслідок Чорнобильської катастрофи Комітету Верховної Ради України з питань екологічної політики, природокористування та ліквідації наслідків Чорнобильської катастрофи.
2019 року балотувався до Верховної ради IX скл. за 96 округом (Київська область) як безпартійний самовисуванець.
Кількаразовий фігурант неособистого голосування у Верховній раді. Критикувався за відсутність на засіданнях комітету у ВРУ VIII скл. Голосував за диктаторські закони 16 січня 2014 року. Фігурант шести антикорупційних розслідувань.

## Громадська діяльність
Автор ідеї та засновник громадської організації «Яскраві діти України», засновник і почесний президент Вишгородського районного спортивного товариства ФК «ДІНАЗ», засновник і почесний президент благодійного фонду «Джерело надії». Засновник тенісного клубу «Campa». Член Виконкому Федерації футболу України. Віце-президент Федерації тенісного спорту України.

Одружений, дружина Інна, доньки Дар'я та Мар'яна. 

## Парламентська діяльність
На парламентських виборах 2012 р. був обраний депутатом Верховної ради України від Партії регіонів по одномандатному мажоритарному виборчому округу № 96. За результатами голосування отримав перемогу набравши 38,97 % голосів виборців.
На парламентських виборах 2014 р. був обраний депутатом Верховної Ради України як самовисуванець, (за підтримки БПП), по одномандатному мажоритарному виборчому округу № 96. За результатами голосування отримав перемогу набравши 26,28 % голосів виборців.
З грудня 2014 року входив до депутатської групи «Воля народу» ВРУ. Користувався послугами декількох помічників, одна з них — Кацуба Наталія Іванівна, яка за інформацією журналу Forbes є представницею харківського бізнес-клану Кацуб.
Займав посаду голови підкомітету з питань подолання наслідків Чорнобильської катастрофи, соціального захисту постраждалих внаслідок Чорнобильської катастрофи Комітету Верховної Ради України з питань екологічної політики, природокористування та ліквідації наслідків Чорнобильської катастрофи.